# الحرباء في متجر الحلوى
الحرباء في متجر الحلوى هي رواية هولندية كتبت من قبل شخص مجهول سنة 2012

## ملخص
تكمل الحرباء في متجر الحلوى رواية يوميات لص الأكسجين. يكمل الراوي الآن قصة الفتاة الفرنسية المذكورة في نهاية الكتاب السابق. وبناءً على إصراره، بدأ في رؤية الطبيب. وكان على وشك الاستقرار والزواج ولكن عندما بدأ في الذهاب للطبيب ظهرت له خيارات أخرى. وحينها اكتشف المواعدة عبر الإنترنت، بدأ يدرك أن بيع المنتجات لا يختلف كثيرًا عن إغواء الفتيات وحينها بدأ في تسخير مهاراته التسويقية للقيام بذلك بالضبط. وبعد انفصاله عن الفتاة الفرنسية وإنهاء جلسات العلاج، شرع في مغامرة جنسية تصادف فيه جميع أنواع النساء عبر الإنترنت. ومع استمراره في مواعدته هؤلاء النساء، أصبحت الحاجة إلى الترويج لكتابه أكثر إلحاحًا وضرورة قصوى حينها قرر الجمع بين المواعدة عبر الإنترنت والترويج للكتب. يتوج هذا بإنشاء ملف تعريف خيالي للمواعدة لفتاة جميلة تقر أن يوميات لص الأكسجين كتابها المفضل. ارتفعت مبيعات الكتاب لأن الرجال سيفعلون أي شيء للحصول على موعد مع هذا الجمال الخيالي. لقد تركنا مع الشعور بأن الراوي سيخلق كل أنواع «السرية» وأنه يجب علينا من الآن فصاعدًا أن نكون حذرين في جميع تعاملاتنا عبر الإنترنت.